# Anopheles carnevalei
Anopheles carnevalei är en tvåvingeart som beskrevs av Brunhes, Le Goff och Geoffroy 1999. Anopheles carnevalei ingår i släktet Anopheles och familjen stickmyggor. Inga underarter finns listade i Catalogue of Life.